# Rushbury
Rushbury – wieś w Anglii, w hrabstwie Shropshire, w regionie West Midlands. Leży 21 km na południe od miasta Shrewsbury i 211 km na północny zachód od Londynu. Najbliższe większe miasteczko to oddalone o 5 km Church Stretton.
Populacja wsi na rok 2001 to 603 mieszkańców.

## Geografia
Rushbury leży na wzgórzach Shropshire Hills w rejonie Area of Outstanding Natural Beauty (ANOB) w dolinie Ape Dale. Skarpa Wenlock Edge znajduje się w kierunku południowo-wschodnim. Ok. 7 km na zachód leży pasmo górskie Long Mynd.
Rushbury leży na wapiennej skale z okresu syluru, podobnie jak całe Wenlock Edge. Rushbury położone jest na wysokości ok. 200 m n.p.m..
W okolicy płyną trzy rzeki: Lakehouse Brook przepływa obok wioski, a Heath Brook i Coley Brook płyną przez teren Rushbury